# Nate Raduns
Nathan Raduns (* 17. Mai 1984 in Sauk Rapids, Minnesota) ist ein ehemaliger US-amerikanischer Eishockeyspieler, der während seiner aktiven Karriere zwischen 2007 und 2010 ein Spiel für die Philadelphia Flyers in der National Hockey League bestritt, aber hauptsächlich in der American Hockey League auf der Position des rechten Flügelstürmers spielte.

## Karriere
Nate Reduns spielte zunächst in der Saison 2001/02 im US National Team Development Program des US-amerikanischen Eishockeyverbandes USA Hockey in der North American Hockey League und United States Hockey League sowie im Anschluss an die Spielzeit bei der U18-Junioren-Weltmeisterschaft 2002 in der Slowakei. Dort gewann er mit dem Team die Goldmedaille. Anschließend führte der Stürmer seine Karriere in der Saison 2002/03 bei den River City Lancers aus der USHL fort. Von 2003 bis 2007 spielte er vier Jahre lang für das Eishockeyteam der St. Cloud State University in der Western Collegiate Hockey Association, einer Liga im Spielbetrieb der National Collegiate Athletic Association, ehe er im Sommer 2007 von den Worcester Sharks verpflichtet wurde.
Für die Sharks aus der American Hockey League spielte der Amerikaner erstmals im professionellen Eishockey und erzielte in der Saison 2007/08 in 56 Partien 27 Scorerpunkte. Im Sommer 2008 wurde Raduns als Free Agent von den Philadelphia Flyers unter Vertrag genommen und zunächst in den Kader der Philadelphia Phantoms, dem AHL-Farmteam der Flyers, eingereiht. Am 6. November 2008 gab der Angreifer in einem Auswärtsspiel bei den Ottawa Senators sein Debüt in der National Hockey League. Es blieb sein einziges NHL-Spiel. Für die Spielzeit 2009/10 unterschrieb er beim SG Pontebba in der italienischen Serie A1, bevor er nach der Saison seine Karriere beendete.

## Erfolge und Auszeichnungen
- 2002 Goldmedaille bei der U18-Junioren-Weltmeisterschaft

## Karrierestatistik

### International
Vertrat die USA bei:
- U18-Junioren-Weltmeisterschaft 2002

(Legende zur Spielerstatistik: Sp oder GP = absolvierte Spiele; T oder G = erzielte Tore; V oder A = erzielte Assists; Pkt oder Pts = erzielte Scorerpunkte; SM oder PIM = erhaltene Strafminuten; +/− = Plus/Minus-Bilanz; PP = erzielte Überzahltore; SH = erzielte Unterzahltore; GW = erzielte Siegtore; 1 Play-downs/Relegation; Kursiv: Statistik nicht vollständig)